# Saugnacq-et-Muret
Saugnacq-et-Muret è un comune francese di 920 abitanti situato nel dipartimento delle Landes nella regione della Nuova Aquitania.

## Storia
Il comune venne creato nel 1974 dalla fusione di Saugnacq e Muret.

## Società

### Evoluzione demografica
Abitanti censiti